# Table des caractères Unicode/U10FFF0
Cette page contient des caractères spéciaux ou non latins. S’ils s’affichent mal (▯, ?, etc.), consultez la page d’aide Unicode.
Table des caractères Unicode U+10FFF0 à U+10FFFF.

## Zone à usage privée - extension B (dernière partie)
Ces points de code sont assignés pour les usages privés : aucun caractère standard n’y est officiellement défini.
Les points de code U+10FFFE et U+10FFFF sont réservées par le standard Unicode pour un usage interne et ne sont pas affectées à un caractère. Ces points de code ne sont valides qu’isolément (pour des traitements internes aux applications ou comme marqueurs spéciaux non affichables), ils ne doivent être utilisés dans aucun texte conforme à Unicode, car ce ne sont pas des caractères, et ils pourraient poser des problèmes d’interopérabilité ou des incompatibilités lors de la transmission de textes entre systèmes hétérogènes.

### Table des caractères
|         | 0 | 1 | 2 | 3 | 4 | 5 | 6 | 7 | 8 | 9 | A | B | C | D | E | F |
| ------- | - | - | - | - | - | - | - | - | - | - | - | - | - | - | - | - |
| U+10FF0 | 􏿰 | 􏿱 | 􏿲 | 􏿳 | 􏿴 | 􏿵 | 􏿶 | 􏿷 | 􏿸 | 􏿹 | 􏿺 | 􏿻 | 􏿼 | 􏿽 |   |   |